# Cheirocerus eques
Cheirocerus eques är en fiskart som beskrevs av Eigenmann, 1917. Cheirocerus eques ingår i släktet Cheirocerus och familjen Pimelodidae. Inga underarter finns listade i Catalogue of Life.